# Esmerino Gomes Parente
Esmerino Gomes Parente (Sobral, 1 de novembro de 1831 — Parangaba, 26 de maio de 1894) foi um magistrado e político brasileiro.
Nasceu na Vila Distinta e Real de Sobral, filho mais velho do padre Francisco Gomes Parente, vigário colado da freguesia de Santa Quitéria, e de Isabel Carolina da Hungria de Castro e Silva. Bacherelou-se pela Faculdade de Direito de Recife, em 1858, na mesma turma que Joaquim Mendes da Cruz Guimarães.
Diplomado, foi nomeado promotor público da comarca de Baturité, cargo que ocupou por pouco tempo, em virtude de sua nomeação, em 17 de dezembro de 1859, para juiz municipal de Acaraú. Ocupou, em seguida, os cargos de juiz de direito das comarcas de Flores (12 de abril de 1866), Parintins, (21 de dezembro de 1867), Granja (14 de setembro de 1870) e Fortaleza (29 de novembro de 1873). Nesse ínterim, Foi deputado provincial de 1856 a 1863.
Desempenhou ainda as funções de chefe de polícia (secretário de Segurança Pública) nas províncias do Amazonas, para o qual foi nomeado em 21 de julho de 1866; do Ceará, em 10 de maio de 1869; e do Pará, em 20 de dezembro de 1890.
Como segundo vice-presidente do Ceará, nomeado por carta imperial de 19 de junho de 1872, esteve à frente do governo da província de 4 de novembro a 7 de dezembro daquele ano. Embora sua administração tenha sido curta, ainda assim foi marcante. Criou-se a vila de São Benedito, e os termos judiciários de Jaguaribe-Mirim e Telha (Iguatu) foram elevados à categoria de comarcas, sendo restaurada também a de Viçosa, que fora suprimida na administração de Lafaiete Rodrigues Pereira.
Decreto de 13 de março de 1877 fê-lo presidente da província da Paraíba. Seu governo durou menos de um ano, mesmo assim, segundo o Barão de Studart, houve-se de tal modo que captou as simpatias da própria oposição.
Como magistrado, foi promovido a desembargador da Relação do Maranhão, por decreto de 27 de abril de 1889, sendo removido no ano seguinte para o Tribunal de Apelação do Ceará, empossado em 1 de outubro. Todavia, por motivos de saúde, viu-se forçado a se recolher da vida pública, pedindo sua aposentadoria, que lhe foi concedida por decreto de 12 de novembro de 1891. Morreu três anos depois, com 62 anos de idade.
Era casado com Aline Gauthier Ferreira Marques, filha do Barão de São Leonardo, com quem teve uma filha, Leopoldina Gomes Parente (1870 - 1962), casada com o primo, ex-deputado Emílio Gomes Parente. Sobre o Dr. Esmerino Gomes Parente, cf. FREITAS, Vicente. BELA CRUZ - biografia do município. Joinville: Clube de Autores, 2013. p.294.)